# Desa Calingcing (administrativ by i Indonesien, lat -7,21, long 108,16)
Desa Calingcing är en administrativ by i Indonesien.   Den ligger i provinsen Jawa Barat, i den västra delen av landet, 180 km sydost om huvudstaden Jakarta.